# Oskar Kurzawski
Oskar Kurzawski (* 30. November 1922; † unbekannt) war ein deutscher Fußballspieler. Der Defensivspieler hat beim Bremer SV von 1947 bis 1955 in der Fußball-Oberliga Nord 208 Ligaspiele absolviert und 12 Tore erzielt. Er ist damit der Oberliga-Rekordspieler des BSV, knapp vor Hans Maaßen.

## Karriere
Mit dem 3. Rang in der Saison 1946/47 in der Oberliga Niedersachsen Nord hatte sich der Bremer SV für die ab 1947/48 startende Fußball-Oberliga Nord qualifiziert. Am 13. September 1947 startete der BSV mit einem Heimspiel vor 15.000 Zuschauern gegen die „Rothosen“ des Hamburger SV in die Ära der Oberliga Nord. Kurzawski dirigierte als Mittelläufer im damaligen WM-System die Abwehr des Gastgebers und hatte es mit seinen Kollegen in erster Linie mit dem Innensturm der „Rautenträger“ zu tun, der mit Heinz Trenkel, Alfred Boller und Heinz Spundflasche angetreten war. Der HSV setzte sich mit 3:1 durch und Mittelstürmer Boller konnte sich als dreifacher Torschütze feiern lassen. Das führte dazu, dass die Überschriften-Redaktion des Münchener „Sport“ den Oberliga-Startschuss mit dem sprachlichen Kanonenschlag, „Boller-Bomben brachen Bremer Bollwerk“, feierte. Gegen den Lokalrivalen Werder Bremen verloren Kurzawski und Kollegen das Heimspiel am 14. März 1948 vor 30.000 Zuschauern mit 0:1 und das Rückspiel beim HSV am 25. April (Nachholspieltag) mit 0:1, als Edmund Adamkiewicz in der 80. Minute den Siegtreffer für den Gastgeber erzielte. Die Blau-Weißen vom rechten Weserufer beendete die Runde auf dem 9. Rang. Im Juni 1948 nahm Kurzawski mit dem BSV an einem Pfingstturnier in Berlin mit den weiteren Teilnehmern Borussia Dortmund, BSV 92 und Viktoria 89 teil. Mit Mitspielern wie Hans Maaßen, Karl-Heinz Preuße und Franz Zembski gehörte Kurzawski der Siegermannschaft des Turnieres an.
Im zweiten Oberligajahr, 1948/49, schob sich der BSV auf den 5. Rang nach vorne, wobei 16 Treffer von Angreifer Karl-Heinz Preuße sehr hilfreich gewesen waren. Der Torjäger schloss sich zur Runde 1949/50 aber den Grün-Weißen von Werder an. Am 31. Oktober 1948 trennte man sich von Werder mit einem 0:0 und das Rückrundenspiel gewann der BSV am 6. März 1949 mit zwei Preuße-Treffern vor 22.000 Zuschauern mit 3:2. In der Hinrunde hatte das Team um Mittelläufer Kurzawski, Verteidiger Maaßen und den Angreifern Preuße und Alfred Beck dem Hamburger SV am 14. November 1948 im Heimspiel vor 27.500 Zuschauern ein 2:2 abgerungen.
Vor der folgenden Saison 1949/50 verlor der BSV mit Preuße und Heinrich Tünnermann (beide zum SV Werder) und „Coppi“ Beck zu St. Pauli drei starke Leistungsträger und damit waren die Mannen um Kurzawski deutlich geschwächt. Es wurde eine Runde mit beständigem Kampf gegen den Abstieg. Mit 21:39 Punkten rettete sich der BSV auf den 14. Rang, mit einem Punkt Vorsprung gegenüber dem VfB Lübeck. Die sechs Punkte in den letzten drei Rundenspielen gegen Holstein Kiel (2:1), VfB Oldenburg (4:1) und am 30. April 1950 im Nachholspiel gegen Arminia Hannover (1:0) sorgten für den Klassenerhalt. Kurzawski war in allen 30 Rundenspielen aktiv gewesen und hatte noch drei Tore erzielt. Danach sorgten die BSV-Verantwortlichen für Kaderverstärkung: Vor der Saison 1950/51 wurden Werner Erdmann, Erich Hänel, Torhüter Hans Stephan und Manfred Rock als Neuzugänge verpflichtet. Damit konnte Trainer Curt Reicherdt wieder konkurrenzfähig arbeiten und die neue Runde mit Schwung beginnen. Die Kaderverstärkung zahlte sich aus, der BSV belegte 1950/51 mit 34:30 Punkten den 7. Rang, einen Platz und zwei Punkte hinter den Grün-Weißen vom SV Werder. Defensivspieler Kurzawski hatte 30 Ligenspiele absolviert und zwei Tore erzielt.
In den Runden 1952/53 und 1953/54 mit dem jeweiligen 13. Rang, deutete sich bereits an, es wurde wieder eng mit dem Klassenerhalt. Im Jahr 1955 ereilte den BSV, der vor Saisonbeginn noch die Verträge von Kurzawksi sowie weiteren 15 Vertragsspielern und von Trainer „Sepp“ Reicherdt verlängert hatte, dann aber der Abstieg. Als Vorletzter von 16 Mannschaften stieg er in die Amateurliga Bremen ab. Mit einem Punkt Rückstand zu den punktgleichen Mannschaften vom VfL Wolfsburg, Göttingen 05 und Arminia Hannover, welche jeweils 24:36 Punkte vorzuweisen hatten, rangierte der Bremer SV 1954/55 auf dem 15. Rang mit 23:37 Punkten und stieg damit in das Amateurlager ab. Am vorletzten Spieltag, den 24. April 1955, verabschiedete sich Kurzawski mit dem Bremer SV mit einer 1:2-Auswärtsniederlage bei TuS Bremerhaven 93 aus der Oberliga Nord. Neben Mittelläufer Maaßen, dem linken Verteidiger Erwin Mill war er dabei als linker Außenläufer aufgelaufen.
Kurzawski setzte beim BSV seine Karriere auch im Amateurlager fort und feierte 1956 und 1958 noch zwei Meisterschaften mit der Mannschaft vom späteren Stadion am Panzenberg, in den Aufstiegsrunden scheiterte er aber jeweils. In der Oberligaaufstiegsrunde 1958 war er nochmals in allen sechs Spielen für den BSV gegen Bergedorf 85, Itzehoer SV und Arminia Hannover als Abwehrchef aufgelaufen. Es hatte aber nur zum 3. Rang gereicht.